# Лыжные гонки на зимних Олимпийских играх 2010 — эстафета 4×5 км (женщины)
Эстафета на 4×5 километров в лыжных гонках среди женщин на зимних Олимпийских играх 2010 прошла 25 февраля.
Гонка состоялась в Олимпийском парке Уистлера с 11:00 до 12:15 по местному времени (UTC-8).
Норвежки выиграли олимпийскую лыжную эстафету впервые с 1984 года. Марит Бьёрген стала первой, кто сумел выиграть три золотых медали на Олимпиаде в Ванкувере. Финки выиграли медаль в эстафете впервые с 1988 года. Россиянки, которые победили в эстафете 4 года назад в Турине, на этот раз заняли 8-е место. Из олимпийских чемпионок Турина на этот раз бежала только Евгения Медведева.
Немки Клаудия Нюстад и Эви Захенбахер-Штеле выиграли медали в эстафете на третьей Олимпиаде подряд: в 2002 году в Солт-Лейк-Сити они выиграли золото, а в 2006 в Турине и в 2010 году в Ванкувере — серебро. Всего же на счету каждой из немок стало 2 золота и 3 серебра на Олимпийских играх.

## Медалисты
| Золото                                                                               | Серебро                                                                           | Бронза                                                                                 |
| Норвегия · Вибеке Скофтеруд · Тереза Йохёуг · Кристин Стёрмер Стейра · Марит Бьёрген | Германия · Катрин Целлер · Эви Захенбахер-Штеле · Мириам Гёсснер · Клаудия Нюстад | Финляндия · Пирьё Муранен · Вирпи Куйтунен · Рийта-Лийса Ропонен · Айно-Кайса Сааринен |

## Результаты
| Место | Номер | Команда                                                                                  | Время                                     | Отставание |
| ----- | ----- | ---------------------------------------------------------------------------------------- | ----------------------------------------- | ---------- |
| 1     | 4     | Норвегия · Вибеке Скофтеруд · Тереза Йохёуг · Кристин Стёрмер Стейра · Марит Бьёрген     | 55:19,5 14:49,9 14:46,5 12:53,2 12:49,9   | 0,0        |
| 2     | 2     | Германия · Катрин Целлер · Эви Захенбахер-Штеле · Мириам Гёсснер · Клаудия Нюстад        | 55:44,1 14:53,7 15:00,6 12:52.0 12:57,8   | +24,6      |
| 3     | 1     | Финляндия · Пирьё Муранен · Вирпи Куйтунен · Рийта-Лийса Ропонен · Айно-Кайса Сааринен   | 55:49,9 15:32,4 14:35,7 12:38,2 13:03,6   | +30,4      |
| 4     | 5     | Италия · Арианна Фоллис · Марианна Лонга · Сильвия Рупиль · Сабина Вальбуза              | 56:04,9 14:58,6 14:29,4 13:01,8 13:35,1   | +45,4      |
| 5     | 3     | Швеция · Анна Ульссон · Магдалена Паяла · Шарлотт Калла · Ида Ингемарсдоттер             | 56:18,9 14:47,1 15:35,6 12:25,0 13:31,2   | +59,4      |
| 6     | 9     | Франция · Орор Кюине · Карин Лоран Филиппо · Селия Буржуа · Сесиль Сторти                | 56:30.,6 15:13,3 14:38,8 12:59,9 13:38.6  | +1:11,1    |
| 7     | 8     | Россия · Ольга Завьялова · Ирина Хазова · Евгения Медведева · Наталья Коростелёва        | 57:00,9 15:15,2 15:19,0 13:01,1 13:25,6   | +1:41,4    |
| 8     | 7     | Япония · Масако Исида · Мадока Нацуми · Нобуко Фукуда · Митико Касивабара                | 57:40,4 15:03,0 14:50,4 13:34,5 14:12,5   | +2:20,9    |
| 9     | 11    | Казахстан · Елена Коломина · Оксана Яцкая · Татьяна Рощина · Светлана Малахова-Шишкина   | 58:23,3 15:29,1 15:25,7 13:47,7 13:40,8   | +3:03,8    |
| 10    | 10    | Беларусь · Анастасия Дуборезова · Елена Санникова · Ольга Василёнок · Екатерина Рудакова | 58:28,4 15:36,5 15:29,2 13:22,1 14:00,6   | +3:08,9    |
| 11    | 14    | США · Киккан Рэндалл · Холли Брукс · Морган Арритола · Кэйтлин Комптон                   | 58:57,5 14:57,5 16:12,8 13:41,6 14:05,6   | +3:38,0    |
| 12    | 13    | Чехия · Эва Нывльтова · Камила Райдлова · Ивана Янечкова · Эва Скальникова               | 59:11,2 15:15,0 15:28,9 13:34,3 14:53,0   | +3:51,7    |
| 13    | 12    | Украина · Татьяна Завалий · Екатерина Григоренко · Марина Анцибор · Валентина Шевченко   | 59:25,7 15:38,1 16:16,7 13:34,2 13:56,7   | +4:06,2    |
| 14    | 16    | Словения · Аня Эржен · Катя Вишнар · Весна Фабьян · Барбара Езершек                      | 59:47,5 16:00,8 16:32,3 13:25,0 13:49,4   | +4:28,0    |
| 15    | 15    | Канада · Дарья Гаязова · Перьянн Джонс · Чандра Кроуфорд · Мэдлин Уильямс                | 1:00:05,0 15:35,8 16:14,7 14:17,7 13:56,8 | +4:45,5    |
| —     | 6     | Польша · Корнелия Марек · Юстина Ковальчик · Паулина Мацюшек · Сильвия Яськовец          | DSQ                                       | +99:99,9 ! |